# Edward L. Jackson
Edward L. "Ed" Jackson, född 27 december 1873 i Howard County, Indiana, död 18 november 1954 i Orleans, Indiana, var en amerikansk republikansk politiker. Han var Indianas guvernör 1925–1929. Han vann guvernörsvalet 1924 med stöd från Ku Klux Klan.
Jackson studerade juridik och inledde sedan sin karriär som advokat i Indiana. Därefter arbetade han först som åklagare och sedan som domare. Han tjänstgjorde som delstatens statssekreterare (Indiana Secretary of State) både före och efter sin krigstjänst i första världskriget. Jackson var inblandad i politiska skandaler som rörde Ku Klux Klans och D.C. Stephensons inflytande i delstatspolitiken.
Jackson efterträdde 1925 Emmett Forrest Branch som guvernör och efterträddes 1929 av Harry G. Leslie. Han avled år 1954 och gravsattes på Green Hill Cemetery i Orleans.